# 国際連合安全保障理事会決議97
国際連合安全保障理事会決議97（こくさいれんごうあんぜんほしょうりじかいけつぎ97、英: United Nations Security Council Resolution 97, UNSCR96）は、1952年1月30日に国際連合安全保障理事会で採択された決議。通常兵器委員会を解散させたものである。

## 概要
1952年1月11日に採択された総会決議502の勧告を受けて、国際連合通常兵器委員会を解散することとした。
投票の詳細は示されていない。

## 詳細
以下はその和訳。
安全保障理事会は、
1952年1月11日に総会で採択された決議第502号（VI）第2項に含まれる勧告に鑑み、
通常兵器委員会を解散するものとする。